# Вокер Чарльз Дейвід
Чарльз Дейвід Вокер (англ. Charles David Walker) — астронавт США. Здійснив три космічні польоти на шаттлах як фахівець з корисного навантаження: STS-41-D (1984) «Діскавері», STS-51-D (1985) «Діскавері» і STS-61-B (1985) «Атлантіс».

## Біографія
Після закінчення Університету Пердью він працював техніком -будівельником , фахівцем із придбання землі та лісовим пожежником у Лісовій службі США. Згодом він був інженером-конструктором у Bendix Aerospace Company, де працював над аеродинамічним аналізом, проектуванням ракетної підсистеми та льотними випробуваннями. Він також працював інженером-проектувальником у Командуванні морських морських систем, відповідаючи за виробничі системи з комп’ютерним керуванням.
Вокер подав заявку на участь у класі астронавтів у 1978 році, але не отримав успіху, оскільки не був афілійованим з великим університетом і не мав докторського ступеня. Він бачив нову програму Payload Specialist як ще один спосіб літати в космосі, і шукав роботу, яка могла б дати йому можливість служити як один.  Він приєднався до корпорації McDonnell Douglas у 1977 році як інженер-випробувач кормової підсистеми руху орбітальних кораблів Space Shuttle . Він приєднався до Space Manufacturing (пізніше названого ElectrophoresisOperations in Space, EOS) як один із її початкових членів. Він бере участь у патенті на пристрій безперервного електрофорезу (CFES), розроблений McDonnell Douglas. Основним партнером McDonnell Douglas була Ortho Pharmaceutical , яка сподівалася виробляти велику кількість очищеного еритропоетину в космосі.
1979 по 1986 рік він був головним інженером-випробувачем і фахівцем з корисного навантаження для проекту комерціалізації McDonnell Douglas EOS, сказавши керівництву компанії, що його цікавить політ у космос, якщо це можливо.  Вокер очолював групу лабораторних випробувань EOS та оперативну групу з розробки біомедичних продуктів. Його внесок у програму включав інженерне планування, проектування та розробку, дослідження продуктів, а також космічні польоти та оцінку пристрою CFES. Вокер брав участь у діяльності з підтримки програми в Космічному центрі Кеннеді , штат Флорида , і в Центрі управління польотами в Х'юстоні, штат Техас . Він відповідав за навчання екіпажів астронавтів НАСА роботі з корисним навантаженням CFES. Польоти шаттлів STS-4 , STS-6 , STS-7 і STS-8 протягом 1982 і 1983 років.  У травні 1986 року Вокер був призначений спеціальним помічником президента McDonnell Douglas Space Systems Company, який працював у Вашингтоні, округ Колумбія.

## Освіта
- У 1966 році закінчив середню школу в Бедфорді.
- У 1971 році отримав ступінь бакалавра (аерокосмічна техніка) в Університеті Пердью.

## Після польотів
У травні 1986 року призначений помічником президента компанії «McDonnell Douglas». Працював старшим менеджером відділу розвитку та маркетингу космічних програм компанії «Boeing». Був членом ради директорів компанії «Space Adventures». Член Виконавчого комітету Асоціації дослідників космосу. Публікації: автор кількох винаходів і патентів, зокрема, на використовану на шаттлах «установку для електрофорезу безперервної дії». Автор книг про освоєння космосу, про космічну історії, про програму EOS (Earth Observing System).